# Apol·lodor Èfil
Apol·lodor Èfil, en llatí Apollodorus Ephillus, en grec antic Ἀπολλόδωρος, fou un filòsof estoic esmentat per Diògenes Laerci que li atribueix dues obres, una anomenada Φυσική (Física) i l'altra Ήθιχή (Ètica). Teó d'Alexandria va escriure un comentari sobre la Φυσική, segons Suides, obra de la que Estobeu en va conservar dos fragments.
Aquest Apol·lodor no és l'Apol·lodor filòsof, membre de l'Acadèmia platònica que menciona Ciceró, però podria ser el que menciona Tertulià juntament amb Crisip.